# Kacem Slimani
Kacem Slimani, né le 1er juillet 1948 et mort le 30 novembre 1996, est un footballeur international marocain.

## Carrière

### En club
Slimani jouait comme défenseur. Il a joué une saison en D1 du championnat de France, au Paris FC en 1972-1973.
Il joue également à la Renaissance sportive de Settat au Maroc et à l'US Nœux-les-Mines, entre 1975 et 1977.

### En sélection
International marocain, il est retenu pour participer à la Coupe du monde 1970 organisée au Mexique. Lors de la compétition, il participe aux trois matchs de son équipe. Il joue à cet effet contre le Pérou, la Bulgarie et l'Allemagne de l'Ouest.

### Matchs "A"
1. 22/02/1967 : Karlsruhe : Allemgne Ouest vs Maroc 5 - 1 Amical
2. 12/09/1967 Algérie vs Maroc à Tunis 3 - 1 Jeux Méd
3. 27/04/1969 Tunisie - Maroc à Tunis 0 - 0 Elim. CM 1970
4. 17/05/1969 Maroc - Tunisie à Casablanca 0 - 0 Elim. CM 1970
5. 13/06/1969 Tunisie - Maroc à Marseille 2 - 2 Elim. CM 1970
6. 21/09/1969 Maroc - Nigeria à Casablanca 2 - 1 Elim. CM 1970
7. 10/10/1969 Soudan - Maroc à Khartoum 0 - 0 Elim. CM 1970
8. 26/10/1969 Maroc - Soudan à Casablanca 3 - 0 Elim. CM 1970
9. 30/10/1969 Algérie - Maroc à Alger 1 - 0 Amical
10. 28/12/1969 Maroc - Bulgarie à Casablanca 3 - 0 Amical
11. 03/06/1970 Allemagne Ouest - Maroc à Leon 2 - 1 CM 1970
12. 06/06/1970 Pérou - Maroc à Leon 3 - 0 CM 1970
13. 11/06/1970 Bulgarie - Maroc à Leon 1 - 1 CM 1970
14. 10/12/1970 Algérie - Maroc à Alger 3 - 1 Elim. CAN 1972…………….Carton Rouge
15. 16/04/1971 Egypte - Maroc au Caire 3 - 2 Elim. CAN 1972
16. 08/10/1971 Maroc - Egypte à Izmir 1 - 0 Jeux Méd

### Matchs olympiques
1. 07/09/1967 Tunis Italie Amateur v Maroc 0 - 1 J.M 1967
2. 10/09/1967 Tunis : France Amateur vs Maroc 2 - 0 J.M 1967
3. 09/06/1968 Casablanca Maroc v Ghana 1 - 1 Elim. JO 1968
4. 25/04/1971 Niamey : Niger vs Maroc 1 - 3 Elim. JO 1972…………….1 But
5. 30/06/1971 : Téhéran : Autriche Olympique vs Maroc 1 - 0 Tournoi de Perse
6. 10/10/1971 Maroc - Grèce à Izmir 1 - 0 Jeux Méd
7. 13/10/1971 Izmir Yougoslavie v Maroc 1 - 0 J.M 1971…….…..Carton Rouge
8. 23/04/1972 Tunis Tunisie v Maroc 3 - 3 Elim. JO 1972

## Source
- Marc Barreaud, Dictionnaire des footballeurs étrangers du championnat professionnel français (1932-1997), L'Harmattan, 1997, page 191.